# Les Buddenbrook (film, 1959)
Pour plus de détails, voir Fiche technique et Distribution.
Les Buddenbrook (ou La Grande famille des Buddenbrook, titre original : Buddenbrooks) est un film allemand réalisé par Alfred Weidenmann, sorti en 1959.
Il s'agit de l'adaptation du célèbre roman de Thomas Mann, Les Buddenbrook. Le déclin d'une famille .

## Synopsis
Première partie
Les Buddenbrook sont une famille de négociants respectés et riches de Lübeck. La fille Antonie (surnommée Tony) se moque de leurs valeurs conservatrices, en compagnie de Bendix Grünlich, un ami de la famille, tandis que Christian, le fils, se brouille avec son père Jean parce qu'il aime une actrice de théâtre ; son père l'envoie faire un voyage en Angleterre. Thomas, le deuxième fils, entretient une relation secrète avec Anna, une vendeuse de fleurs.
Lorsque Bendix fait une proposition de mariage à Antonie, elle fuit pendant un séjour de vacances avec la famille amie Schwarzkopf. Elle fait connaissance du beau Morten Schwarzkopf et tombe amoureuse. Cependant Grünlich convainc son père de lui donner sa fille comme épouse.
La révolution de mars 1848 éclate. Le père d'Elizabeth, l'épouse de Jean, est mortellement blessé par un jet de pierre d'un révolutionnaire. Peu de temps après, Jean meurt d'une crise cardiaque pendant un orage. Thomas prend le relais de la famille et doit, pour préserver l'honneur de la famille, se séparer d'Anne. Thomas Buddenbrook fait accroître l'entreprise familiale et prend Christian auprès de lui après son retour d'Angleterre.
Mais Christian règle ses comptes au sein de l'entreprise, Grünlich est proche de la banqueroute. Thomas refuse de lui venir en aide, les créanciers de Bendix lui reprochent que son père eût choisi Bendix comme gendre.
Alors qu'Antonie se sépare de Bendix, Thomas épouse Gerda Arnoldsen, une fille de famille de négociants.
Seconde partie
Thomas Buddenbrook est fier d'avoir donné naissance à un fils, Justus Johann Kaspar (dit Hanno). Antonie est aussi heureuse quand elle rencontre Alois Permaneder, un marchand de brasserie munichois ; ils se marient. Mais Christian éprouve du rejet pour sa mère, lorsqu'il lui parle de sa liaison avec l'actrice de théâtre Aline Puvogel. Il se fiance quand même avec Aline.
Mais le mariage d'Antonie se passe car Alois est un buveur et un coureur de jupons. Lors d'une dispute, il la traite de folle. Comme Alois se retire et vivra avec les intérêts de la dot, Thomas tente de l'en dissuader pour éviter un autre divorce à Antonie et un scandale dans la famille, sans succès. Après la mort de sa sœur Clara, Thomas découvre que sa mère a donné une somme d'argent importante à son époux Tibertius.
Après la mort de sa mère Elisabeth, Christian peut enfin épouser Aline. Au cours de la cérémonie du centenaire de la firme, Thomas annonce qu'il deviendrait sénateur. Dans le même temps, il apprend qu'une entreprise de céréales, qu'Antonie lui avait conseillée, est ruinée après la destruction de la récolte par le mauvais temps.
Alors qu'une épidémie de typhus sévit, Thomas rédige son testament. Un peu plus tard, son fils contracte la maladie et meurt. Aline fait interner Christian qui est devenu fou. Peu avant la cérémonie d'investiture de sénateur, Thomas se sent mal et décède durant la cérémonie.

## Différences avec le roman
Le film diffère en quelques endroits sensiblement du roman.
Ainsi, il commence par la rencontre et la relation d'Antonie avec Grünlich, et passe sous silence la génération de son père, Johann Buddenbrook. Ensuite, Antonie n'a pas d'enfant (elle a une fille, Erika, dans le roman).
Kröger, le beau-père de Jean Buddenbrook, n'apparaît pas dans le film. Et c'est Jean  qui meurt peu après la révolution de mars, alors que dans le roman il s'agit de Kröger.
Hanno décède avant et non pas après son père Thomas, qui, lui, disparaît au moment de son investiture comme sénateur. Enfin, le principal concurrent de Thomas Buddenbrook s'appelle dans le film Wagenström, et non Hagenström.

## Fiche technique
- Titre : Les Buddenbrook
- Titre original : Buddenbrooks
- Réalisation : Alfred Weidenmann assisté de Zlata Mehlers
- Scénario : Harald Braun, Jacob Geis, Erika Mann
- Musique : Werner Eisbrenner
- Direction artistique : Robert Herlth
- Costumes : Herbert Ploberger
- Photographie : Friedl Behn-Grund
- Son : Werner Schlagge
- Montage : Caspar van den Berg
- Production : Hans Abich (de)
- Sociétés de production : Filmaufbau
- Société de distribution : Europa-Filmverleih AG
- Pays d'origine :  Allemagne de l'Ouest
- Langue : allemand
- Format : Noir et blanc - 1,33:1 - Mono - 35 mm
- Genre : Drame
- Durée : 206 minutes (99 pour la première, 107 pour la seconde)
- Dates de sortie :
  -  Allemagne de l'Ouest : 11 novembre 1959.
  -  Danemark : 22 mars 1960.
  -  Suède : 10 octobre 1960.
  -  Finlande : 2 décembre 1960.
  -  France : 22 mars 1963[1].

## Distribution
- Werner Hinz : Jean Buddenbrook
- Lil Dagover : Elisabeth Buddenbrook
- Hansjörg Felmy : Thomas Buddenbrook
- Hanns Lothar : Christian Buddenbrook
- Liselotte Pulver : Antonie Buddenbrook
- Gustl Halenke : Clara Buddenbrook
- Helga Feddersen : Clothilde Buddenbrook
- Hans Paetsch : Arnoldsen
- Nadja Tiller : Gerda Arnoldsen
- Robert Graf : Bendix Grünlich
- Rudolf Platte : M. Wenzel
- Günther Lüders : Corle Smolt
- Wolfgang Wahl : Hermann Hagenström
- Gustav Knuth : Diederich Schwarzkopf
- Joseph Offenbach : Le banquier Kesselmeyer
- Paul Hartmann : Pasteur Kölling
- Hans Leibelt : Dr. Friedrich Grabow
- Carsta Löck : Ida Jungmann
- Ellen Rödler : Anna
- Hela Gruel : Sesemi Weichbrodt
- Horst Janson : Morten Schwarzkopf
- Fritz Schmiedel : Sigismund Gosch
- Karl Ludwig Lindt : Friedrich Wilhelm Marcus
- Frank Freytag : Sievert Tiburtius
- Matthias Fuchs : Lieutenant von Trotha
- Walter Sedlmayr : Alois Permaneder
- Maria Sebaldt : Aline Puvogel
- Max Strecker : Jonathan

## Récompenses
- Deutscher Filmpreis 1959 :
  - Meilleur acteur : Hanns Lothar
  - Meilleurs décors : Robert Herlth

## Source de la traduction
- (de) Cet article est partiellement ou en totalité issu de l’article de Wikipédia en allemand intitulé « Buddenbrooks (1959) » (voir la liste des auteurs).